# غلين فيليبس
غلين فيليبس (6 ديسمبر 1996 في جنوب أفريقيا - ) (بالإنجليزية: Glenn Phillips)‏ هو لاعب كريكت نيوزلندي. شارك مع منتخب نيوزيلندا الوطني للكريكت. أما مع النوادي، فقد لعب مع فريق أوكلاند للكريكت ‏.

## وصلات خارجية
- غلين فيليبس على موقع إي آس بي آن كريك إنفو (الإنجليزية)